# Shelby megye (Illinois)
Shelby megye az Amerikai Egyesült Államokban, azon belül Illinois államban található. Megyeszékhelye és legnagyobb városa Shelbyville. Lakosainak száma 20 990 fő (2020. április 1.). Shelby megye Macon, Cumberland, Fayette, Coles, Montgomery, Moultrie, Christian és Effingham megyékkel határos.

## Népesség
A megye népességének változása:
| Lakosok száma | 22 341 | 22 277 | 22 205 | 22 119 | 21 775 | 20 990 |
|               | 2010   | 2011   | 2012   | 2013   | 2015   | 2020   |